# M-AGE
M-AGE（エム・エイジ）は、日本のロックバンド。

## 来歴・概要
1984年春、KOICHIROが幼馴染のOKAZAKIを誘い、M-AGEの前身バンド「モラル」を結成。地元茨城でイベント出演を中心にライブ活動を行なう。1986年春、KOICHIROの高校卒業と同時に東京へと進出、それを機にバンド名を「M-AGE」へと改名する。一方、同じ頃にパンクバンド「THE SHITBABIES」を脱退したMIYO-KENは、知り合いの紹介でKAJIWARAらとバンド「リッツ」を結成する。THE SHITBABIES時代はベースを担当していたMIYO-KENだが、新バンドではギターパートを希望。そのため、自身のベースとKAJIWARAのギターを交換し、KAJIWARAにベースを担当するよう命じる。
1989年、M-AGEはその前年に知り合った所属事務所「TAFF PROJECT」社長の紹介で映画「YAWARA!」（原作：浦沢直樹、主演：浅香唯）に出演する。KOICHIROは主人公・猪熊柔が憧れる高校の先輩・錦森広之役で、OKAZAKIら残りのメンバーはバンド役で出演する。また、同年3月4日にはTBSテレビ「三宅裕司のいかすバンド天国」に出演し、完奏こそならなかったが「ANGEL FANTASY」（アルバム『KISS』に収録）を披露する。しかし、「イカ天」後にM-AGEからギターの香田知宏、ベースの北見聡一朗がそれぞれ諸事情で脱退。後任としてリッツを脱退したMIYO-KENとKAJIWARAが加入することとなる。
1990年、MIYO-KENが上京し、バンド活動が本格化。四谷FOURVALLEYなどでライブ活動を続け、翌1991年2月25日にミニアルバム『KISS』を発売する。しかし、宣伝の規模に反してアルバムがほとんど売れなかったことに加え、アルバムそのものの出来、また化粧を施した耽美なアーティストイメージなどに疑問を感じ、話し合いの末バンドは方向転換を決意。当時メンバーが好んで聴いていたこと、またジーザス・ジョーンズが流行っていたこともあり、バンドサウンドとマンチェスター・サウンドの融合を試すこととなる。一方、同じ時期に雑誌のインタビューでメンバーがジーザス・ジョーンズに言及していたことに目を留めたビクター音楽産業のディレクター・田中淳一が所属事務所を通してM-AGEにコンタクトを取り、バンドサウンドにハウスを導入することを提案する。田中の提案がバンドの新しい方向性と合致していたこともあり、ミーティングを重ねるうちに両者は意気投合。バンドが新しい方向性を形にするべくデモテープを作成すると、音源を聴いた田中はコンピレーション・アルバム『DANCE 2 NOISE』への参加を打診する。バンドは早速『DANCE 2 NOISE』用に『CALL ME』のレコーディングを開始。その際にスクラッチを盛り込むことを思い付き、事務所社長の伝手で新宿「ミロス・ガレージ」でDJをしていたDJ PEAHにゲストプレイヤーとして参加を依頼する。このレコーディングで好感触を得たバンドは、レコーディング終了後DJ PEAHにバンドへの参加を正式に要請。スクラッチプレイヤーとしての活動を模索していたDJ PEAHもこれを快諾し、こうしてM-AGEの全メンバーが揃うこととなる。
バンドとして新たなスタートを切ったM-AGEは、そのまま1stアルバムのレコーディングを開始。レコーディング終了後の12月16日に西麻布Space Lab YELLOWで行われた『DANCE 2 NOISE 001』発売記念のライブイベントに初めて5人で出演し、ライブを披露する。翌1992年1月21日、1stシングル『WALK ON THE MOON』、1stマキシシングル『3 RE-MIX + 1』でビクターインビテーションよりメジャー・デビュー。同年2月21日には1stフルアルバム『MUSTARD』をリリースし、「V-CUBE」と題した全国7箇所を廻るプロモーションツアーを実施する。同年4月6日、日清パワーステーションにて初のワンマンライブを実施。同年7月には全国4箇所を廻る「AFTER MEAT MUSTARD」ツアーを実施する。ツアー中の同年7月22日にシングル『someday close your eyes』、マキシシングル『someday ep』を発表。そして、「AFTER MEAT MUSTARD」ツアー終了後にロンドンへと渡りレコーディングを実施すると、丁度この頃に発足したばかりであったビクターインビテーションの姉妹レーベル、XEO Invitationへ移籍（発足時期に同じく在籍・移籍したアーティストにBRAIN DRIVE、SOFT BALLET）、同年11月21日に2ndアルバム『vibES』を発表する。
リリース後の翌1993年1月に「CHAIN ME RUN」ツアーを実施するなどバンドの活動は順調に見えたが、1993年5月、当時ジュリアナ東京のDJだったジョン・ロビンソンによるリミックス3曲収録を収録した『NEXUS 7』の発表後、ベースのKAJIWARAが脱退。バンドはそのまま四人体制で活動を続け、同年12月16日3rdアルバム『INTERFACE』を発表するも翌1994年に解散。
解散後はメンバーがそれぞれソロ活動に場を移した他、元メンバーのMIYO-KENが所属するユニット、u crack irigaruにサポートとして同じく元メンバーのOKAZAKIとDJ PEAHがサポートで参加したりと、一部メンバーが揃って共演したりもしていた。
2020年1月21日、長年の沈黙を破り、オフィシャルサイトと公式Twitterアカウントが開設。サイト内には『M-AGE 20210121』とだけ記載されていたが、9月18日に解散時オリジナルメンバーによる2021年1月21日の再結成ライブが発表された。2021年2月10日にはバンドとしては初のベスト・アルバムであり、再結成後初の作品となる『RE:CONSTRUCTION 1991-1994』を発売。CD2枚組で通常盤と限定生産盤の2種類が発売され、両者共通のCDはデビューから解散までの全音源の中から選曲されており（リミックスやアルバム未収録曲も含む）、加えて再結成後初の新曲となる『Bird Cage』も収録。限定生産盤にはさらに未商品化映像を含めた映像特典を集めたDVDとブックレットも同梱する。なお、再結成ライブは新型コロナウイルス感染症の流行により、幾度となく延期を余儀なくされたものの、同年9月22日にTSUTAYA O-EASTにて晴れて実現した。
再結成後は「FAIT ACCOMPLI」「聖者の行進」「キミ No TRIGGER」といった新曲や、過去曲のリミックス作品『RE:QREATE 1991-1994』シリーズを制作してきたが、2022年7月22日の吉祥寺CLUB SEATA公演「INTO THE NEW BEGINNING」をもって「reunion 1st season」を終了。以降はアルバム制作への専念を表明した。

## メンバー

### 現メンバー
KOICHIRO（こういちろう）
ボーカル担当。本名：永沼 幸一郎。1968年2月24日生まれ。茨城県日立市出身。
中学生の頃に従兄弟の影響でイエロー・マジック・オーケストラ、ジューシィ・フルーツ、立花ハジメなどを聴くようになり、中学三年生の時に初めてバンドを組む。高校一年生の終わりに幼馴染のOKAZAKIを誘って、M-AGEの前身となるバンド「モラル」を結成。M-AGEの母体を作った、オリジナル・メンバーの一人である。
M-AGE解散後は、1995年に岩崎究と共に「Undo」を結成。1997年にオムニバスアルバム『CYNICAL SYNDROME』に『Joy』『RAISING CAIN』を提供し、ライブ活動やレコーディングを行なうも1998年に活動停止。その後、イベント「NEW WAVE JUNKIES」に参加するなど単発での活動はあったものの、喉を痛め音楽業界から引退、郷里でグラフィックデザイナーに転身していた。
MIYO-KEN（みよけん）
ギター担当。本名：三代 堅。活動によっては本名をそのまま名義として使用。1966年7月5日生まれ。茨城県高萩市出身。
小学校六年生の終わり頃からギターを弾き始め、高校生の時にパンクバンド「MERRY GO ROUND」（後に「THE SHITBABIES」に改名）を結成。同バンド脱退後にKAJIWARAと共に「リッツ」を結成。1989年にM-AGEに加入。
M-AGE解散後は、M-AGE時代のディレクター・田中淳一が関わる数々のレコーディングに参加。「GUNIW TOOLS」のサポートや「L'Arc〜en〜Ciel」のベーシストtetsuyaのシングル『wonderful world /TIGHTROPE』にギターおよび編曲で参加するほか、「BUCK-TICK」の櫻井敦司が中心となって結成したロックバンド「THE MORTAL」にベーシストとして参加している。現在は清春のソロ・ライブでのバンドマスターを務めるかたわら、自身のポストロックインストバンド「青天の霹靂」やエレクトリックユニット「u crack irigaru」としても活動している。
OKAZAKI（おかざき）
ドラム担当。本名・岡崎 達成。活動によっては本名や本名（フルネーム）のローマ字表記のOKAZAKI KATSUSHIGE名義を使用することもある。1967年2月22日生まれ。茨城県日立市出身。
中学三年生の文化祭でクラスメイトと組んだビートルズのコピーバンドがきっかけでドラムを始める。高校生入学後、ブラスバンド部でドラムを担当するかたわら、「アップルズ」という名のビートルズのコピーバンドを結成。コピーバンド解散後、高校二年生の終わりに幼馴染のKOICHIROとM-AGEの母体となるバンド「モラル」を結成する。M-AGEのオリジナル・メンバーの一人。
M-AGE解散後は「GUNIW TOOLS」にサポートメンバーとして参加するかたわら、2002年から同バンドのギターASAKIとともに「AGE of PUNK」としても活動。また、2004年からは「BUCK-TICK」のギタリスト今井寿や「media youth」「hide with Spread Beaver」などの活動で知られるギタリストのKIYOSHIとともに「Lucy」を結成、2枚のオリジナルアルバムを発表している。2008年からは「Minimum Rockets」にてツインドラムの片翼を担うほか、元M-AGEの三代堅が率いるエレクトリックユニット「u crack irigaru」のサポートドラムとしても活動している。
DJ PEAH（でぃーじぇい・ぺー）
DJ担当。本名・林 信也。DJネーム「PEAH」は師匠の須永辰緒に命名されたものであり、アルコールに酔って嘔吐を繰り返していたことに由来する。1971年9月28日生まれ。栃木県足利市出身。
小学校六年生で初段を取るほどの柔道少年であったが、姉に連れて行ってもらった地元のクラブ「Jive Turkey」で音楽の洗礼を受け、DJを目指すようになる。中学卒業後に上京し、新宿「ミロス・ガレージ」で火曜日レギュラーとしてDJを担当していた須永辰緒に師事。須永のレコード持ちとしてミロス・ガレージや西麻布「トロス・クラブ」などで開催されるイベントに同行しDJとして修行するかたわら、ラップ・チーム「MC PYU & DJ PEAH」としてイベントやコンテストに参加するようになる。チーム解散後、1991年にM-AGEに参加。
M-AGE解散後はソロアルバム『DJ PEAH』を発表する他、BUCK-TICKの今井寿とSOFT BALLETの藤井麻輝によるインダストリアルユニットSCHAFTのアルバム『Switchblade』へのスクラッチ提供や、hitomiのシングル『CANDY GIRL』発表時のライブにサポートとして参加するなど、様々な分野で活動。しかしその後モチベーションを失い、DJ活動から身を引くも、SNSをきっかけに活動を再開。DJのほか、元M-AGEの三代堅によるユニット「u crack irigaru」のサポートDJやテクノポップバンド「Love The Candy's」の一員として活動している。

### 元メンバー
KAJIWARA（かじわら）
ベース担当。本名・梶原 祐司。1968年8月1日生まれ。茨城県日立市出身。
中学生の頃に音楽に興味を持ち始め、高校一年生の時にフェンダー・スクワイアのストラトキャスターを購入する。高校三年生の時に地元の先輩に誘われ、バンド「リッツ」を結成。ベースを担当するよう言われ、メンバーの一人だったMIYO-KENに自身のギターを渡し、自分はMIYO-KENのベースを使うことになる。1989年、M-AGEに加入。
1993年に脱退し、元Cutemen、電気グルーヴのCMJKとともにテクノ・ロックユニット「CONFUSION」を結成する。2枚のフルアルバムを発表するも「グラフィックデザイナーになる」と言い残し、「CONFUSION」を脱退。そのまま音楽業界から引退している。

## ディスコグラフィー
InvitationおよびXEO Invitationレーベルより発売された音楽作品（コンピレーション・アルバムを除く）は、2021年5月19日よりリマスタリングのうえ音楽配信（ストリーミング・ダウンロード共）開始。また『STARSHELL -CASPAR POUND REMIX OF M-AGE-』を除いた他作品は、同年6月10日よりハイレゾ音源の配信もスタート。

### ベスト・アルバム
| 発売日        | タイトル                  | 規格品番                                    | 収録曲 | 販売元                     |
| ------------- | ------------------------- | ------------------------------------------- | ------ | -------------------------- |
| 2021年2月10日 | RE:CONSTRUCTION 1991-1994 | 通常盤：VICL-65472/ 3 特別限定盤：VIZL-1853 |        | ビクターエンタテインメント |

### ミュージック・ビデオ
| 曲名                                            | 備考 |
| ----------------------------------------------- | --- |
| CALL ME (Music Video) - YouTube                 | コンピレーション・アルバム『DANCE 2 NOISE 001』、1stアルバム『MUSTARD』に収録                                          |
| WALK ON THE MOON (Music Video) - YouTube        | 1stシングル、1stアルバム『MUSTARD』に収録                                                                              |
| VISITOR (Music Video) - YouTube                 | 1stシングル『WALK ON THE MOON』、1stアルバム『MUSTARD』に収録                                                          |
| MIND WAR (Music Video) - YouTube                | 1stアルバム『MUSTARD』に収録                                                                                           |
| someday close your eyes (Music Video) - YouTube | 2ndシングル、2ndアルバム『vibES』に収録                                                                                |
| tears (Music Video) - YouTube                   | 2ndシングル『someday close your eyes』に収録                                                                           |
| 真夜中の逃亡者 (Music Video) - YouTube          | 2ndアルバム『vibES』に収録                                                                                             |
| mother (Music Video) - YouTube                  | 3rdシングル、ベスト・アルバム『RE:CONSTRUCTION 1991-1994』に収録（3rdアルバム『INTERFACE』には器楽曲バージョンを収録） |
| Blind Venus (Music Video) - YouTube             | 4thシングル、3rdアルバム『INTERFACE』に収録                                                                            |
| BIRD CAGE - YouTube                             | ベスト・アルバム『RE:CONSTRUCTION 1991-1994』に収録                                                                    |